# Anna-Greta Adolphson

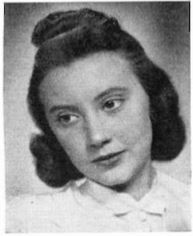

Anna-Greta Adolphson, gift Beck-Friis, född 11 maj 1917 i Matteus församling i Stockholm, död 4 maj 2010 på Söderö herrgård, Kinda kommun, Östergötland, var en svensk skådespelare. 
Anna-Greta Adolphson genomgick Annaskolan i Stockholm, studerade teater under sin far skådespelaren Edvin Adolphson och gjorde sin filmdebut 1934.
Hon var gift första gången från 1941 med ryttmästaren, friherre Sigward Beck-Friis (1892–1951) och fick sönerna Johan-Gabriel (född 1942) och Hans (1945–1992), av vilka den senare också var skådespelare. Andra gången var hon gift 1955–1973 med civiljägmästaren Ulf Danielson (1909–1996). Hon återtog namnet Beck-Friis på 1970-talet. Hon är begravd på Kättilstads övre kyrkogård.

## Filmografi
- 1934 – Sången om den eldröda blomman
- 1936 – Alla tiders Karlsson
- 1936 – Janssons frestelse
- 1936 – Vi har melodin
- 1936 – Landet för folket
- 1937 – En sjöman går iland
- 1937 – Klart till drabbning
- 1938 – Styrman Karlssons flammor
- 1938 – Sockerskrinet
- 1938 – Med folket för fosterlandet
- 1938 – Figurligt talat
- 1939 – Landstormens lilla Lotta
- 1940 – Karl för sin hatt

## Teater

### Roller (ej komplett)
| År   | Roll          | Produktion                  | Regi          | Teater   |
| ---- | ------------- | --------------------------- | ------------- | -------- |
| 1938 | Andra flickan | Kvinnorna Clare Boothe Luce | Rune Carlsten | Dramaten |

### Fotnoter
1. ↑  ”'Anna-Greta Beck-Friis, född Adolphson”. Corren. 8 maj 2010. Arkiverad från originalet den 7 mars 2016. https://web.archive.org/web/20160307223824/http://www.corren.se/img/2010/5/10/5198543.pdf. Läst 12 maj 2010.
2. ↑  ”Anna-Gretha Adolphsson”. Svensk Filmdatabas. http://www.sfi.se/sv/svensk-filmdatabas/Item/?type=PERSON&itemid=408107&ref=%2ftemplates%2fSwedishFilmSearchResult.aspx%3fid%3d1225%26epslanguage%3dsv%26searchword%3dAnna-Greta+Adolphson%26type%3dPerson%26match%3dBegin%26page%3d1%26prom%3dFalse. Läst 17 september 2012.
3. ↑  Sveriges Adelskalender 1967 (Bonniers) s 40.
4. ↑  Sveriges befolkning 1990, CD-ROM, Version 1.00, Riksarkivet (2011).
5. ↑  Hans Beck-Friis på Svensk filmdatabas.
6. ↑  Sveriges Dödbok 1901–2009, DVD-ROM, Version 5.00, Sveriges Släktforskarförbund (2010).
7. ↑  Sveriges befolkning 1980, CD-ROM, Version 1.02, Sveriges Släktforskarförbund (2004).
8. ↑  ”Anna Greta Beck-Friis”. Gravar.se. https://gravar.se/forsamling/rimforsa-forsamling/kattilstad-ovre-kyrkogard/a/anna-greta-beck-friis-5bf02. Läst 19 februari 2024.
9. ↑  ”Rollboken”. Dramaten. Arkiverad från originalet den 29 maj 2015. https://web.archive.org/web/20150529074840/http://www.dramaten.se/Medverkande/Rollboken/Play/438/. Läst 5 juni 2015.